# Azerbejdżan w Konkursie Piosenki Eurowizji Junior
Azerbejdżan w Konkursie Piosenki Eurowizji Junior brał udział 4 razy. Od czasu debiutu konkursem w kraju zajmuje się azerski nadawca publiczny İctimai Televiziya və Radio Yayımları Şirkəti (İTV).

## Historia Azerbejdżanu w Konkursie Piosenki Eurowizji Junior
Telewizja planowała debiut podczas finału konkursu w 2008, jednak zrezygnowała z powodu braku odpowiedniej piosenki.

### Konkurs Piosenki Eurowizji Junior 2012
1 września 2012 kraj znalazł się na liście uczestników opublikowanej przez EBU, potwierdzając tym samym debiut kraju podczas 10. Konkursu Piosenki Eurowizji Junior. 9 października 2012 ogłoszono, że na reprezentantów wybrano duet w którego skład wchodzili Ömər Sultanov i Suada Ələkbərova. 15 października ujawniono konkursowy utwór „Girls and Boys”. 1 grudnia duet wystąpił jako trzeci w kolejności startowej i zajął 11. miejsce zdobywszy w sumie 49 punktów.

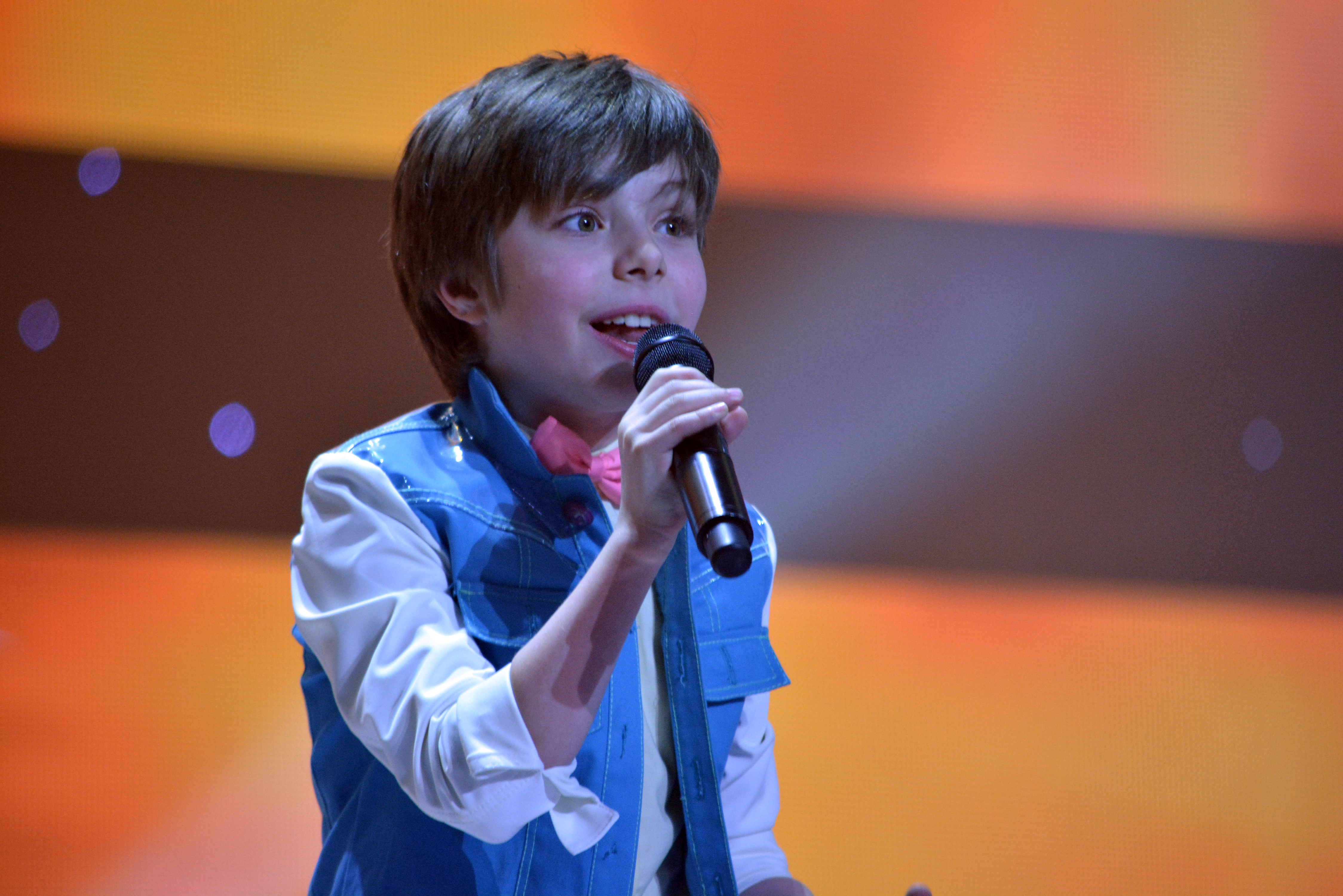
Rüstəm Kərimow w Kijowie

### Konkurs Piosenki Eurowizji Junior 2013
18 października 2013 azerski nadawca İTV potwierdził swój udział w 11. Konkursie Piosenki Eurowizji Junior. 1 listopada ujawniono, że na reprezentanta wybrano 10-letniego Rüstəma Kərimowa z utworem „Me and My Guitar”. 30 listopada 2013 Rüstəm wystąpił jako trzeci w kolejności i zajął  7. miejsce zdobywszy w sumie 66 punktów.

### Konkurs Piosenki Eurowizji Junior 2014–2017: Brak udziału
28 września 2014 ogłoszono, że Azerbejdżan wycofa się z udziału w 12. Konkursie Piosenki Eurowizji Junior nie podając przy tym dokładnego powodu. Nadawca zrezygnował również z udziału w edycjach 2015, 2016 i 2017.

### Konkurs Piosenki Eurowizji Junior 2018
21 lipca 2018 szef azerskiej delegacji stwierdził, że stacja jest zainteresowana powrotem, jednak decyzja jeszcze nie zapadła. 25 lipca państwo znalazło się na liście opublikowanej przez EBU. 18 września ujawniono, że na reprezentantkę wewnętrznie wybrano Fidan Hüseynovą. 16 października ujawniono konkursowy utwór „I Wanna Be Like You”. 25 listopada 2018 Fidan wystąpiła jako siódma w kolejności i zajęła 16. miejsce zdobywszy 47 punktów.

### Konkurs Piosenki Eurowizji Junior 2021
15 sierpnia 2021 nadawca İTV ogłosił, że ma nadzieję, iż kraj weźmie udział w 19. Konkursie Piosenki Eurowizji Junior, a jego decyzja na temat udziału zostanie podjęta w ciągu kilku tygodni. Dzień później nadawca ogłosił, że weźmie udział w konkursie rozgrywającym się w Paryżu we Francji po trzyletniej przerwie. Tego samego dnia ogłoszono, że na reprezentantkę kraju została wybrana Sona Əzizova, zdobywczyni drugiego miejsca azerskiej odsłony The Voice Kids. 17 listopada 2021 premierę miał konkursowy utwór „One Of Those Days”. 
19 grudnia 2021 Sona wystąpiła jako czternasta w kolejności startowej i zajęła 5. miejsce zdobywszy w sumie 151 punktów, w tym 109 pkt od jury (4. miejsce) i 42 pkt od widzów (15. miejsce).

### Konkurs Piosenki Eurowizji Junior 2022–2024: Brak udziału
14 stycznia 2022 roku Eldar Rasulov z azerskiej delegacji eurowizyjnej ogłosił, że azerski nadawca İTV powinien wziąć udział w jubileuszowym 20. Konkursie Piosenki Eurowizji Junior niezależnie od tego, gdzie organizowany jest konkurs. Ostatecznie państwo nie znalazło się na liście państw uczestniczących opublikowanej przez EBU 26 września 2022 roku.
1 sierpnia 2023 roku stacja İctimai Televiziya və Radio Yayımları Şirkəti (İTV), że kraj nie powróci w konkursie w 2023 bez podania przyczyny. Jednak 21 listopada 2023 szefowa działu medialnego azerskiego nadawcy Ilakha Dadasheva stwierdziła, że brak udziału jest spowodowany skupieniem się na udziale w Konkursie Piosenki Eurowizji 2024.
15 sierpnia 2024 azerski nadawca İctimai Televiziya və Radio Yayımları Şirkəti (İTV) poinformował, że nie zorganizuje powrotu Azerbejdżanu na konkurs w 2024 z uwagi na brak zainteresowania konkursem w kraju, duże koszta poniesione w latach w których Azerbejdżan brał udział w konkursie oraz niewystarczające wyniki oglądalności, które nie pozwalają uzasadnić udziału telewizji. Telewizja podkreśliła jednak, że w przyszłości jeśli znajdzie się odpowiedni i chętny artysta, istnieje możliwość rozważenia przez İTV ponownego uczestnictwa.

### Konkurs Piosenki Eurowizji Junior 2025
16 sierpnia azerski nadawca İTV ogłosił swój powrót do udziału po 4-letniej przerwie i rozpoczął przyjmowanie zgłoszeń od zainteresowanych kandydatów. Termin nadsyłania zgłoszeń zakończy się 31 sierpnia 2025 roku.

## Uczestnictwo
Azerbejdżan uczestniczył w Konkursie Piosenki Eurowizji Junior z przerwami od 2012 do 2021 roku. Poniższa tabela uwzględnia nazwiska wszystkich azerskich reprezentantów, tytuły konkursowych piosenek i języki w których były śpiewane oraz wyniki w poszczególnych latach.
| Rok                                   | Artysta         | Tytuł                             | Język              | Miejsce | Punkty |
| ------------------------------------- | --------------- | --------------------------------- | ------------------ | ------- | ------ |
| 2012                                  | Suada i Ömər    | „Girls and Boys (Dünya Sənindir)” | azerski, angielski | 11      | 49     |
| 2013                                  | Rüstəm Kərimow  | „Me and My Guitar”                | azerski, angielski | 7       | 66     |
| Brak reprezentanta w latach 2014–2017 |                 |                                   |                    |         |        |
| 2018                                  | Fidan Hüseynova | „I Wanna Be Like You”             | azerski, angielski | 16      | 47     |
| Brak reprezentanta w latach 2019–2020 |                 |                                   |                    |         |        |
| 2021                                  | Sona Əzizova    | „One Of Those Days”               | azerski, angielski | 5       | 151    |
| Brak reprezentanta w latach 2022–2024 |                 |                                   |                    |         |        |
| 2025                                  |                 |                                   |                    |         |        |

Legenda:
     1. miejsce
     2. miejsce
     3. miejsce
     Ostatnie miejsce

## Historia głosowania w finale (2012–2021)
Poniższe tabele pokazują, którym krajom Azerbejdżan przyznaje w finale najwięcej punktów oraz od których państw azerscy reprezentanci otrzymują najwyższe noty.
| M. | Kraj               | Punkty |
| -- | ------------------ | ------ |
| 1  | Rosja              | 38     |
| 2  | Gruzja             | 14     |
| 3  | Białoruś · Ukraina | 23     |
| 4  | Kazachstan         | 16     |
| 5  | Mołdawia           | 11     |

| M. | Kraj             | Punkty |
| -- | ---------------- | ------ |
| 1  | Gruzja           | 28     |
| 2  | Ukraina          | 27     |
| 3  | Rosja ·          | 20     |
| 4  | Albania · Włochy | 17     |
| 5  | Holandia         | 14     |

## Komentatorzy i sekretarze
Spis poniżej przedstawia wszystkich azerskich komentatorów konkursu oraz krajowych sekretarzy podających punkty w finale.
| Komentatorzy i sekretarze z Azerbejdżanu           | Komentatorzy i sekretarze z Azerbejdżanu | Komentatorzy i sekretarze z Azerbejdżanu |
| Rok                                                | Komentator                               | Sekretarz                                |
| -------------------------------------------------- | ---------------------------------------- | ---------------------------------------- |
| Brak reprezentanta i transmisji w latach 2003–2011 |                                          |                                          |
| 2012                                               | Könül Arifqızı                           | Leila Hajili                             |
| 2013                                               | Könül Arifqızı                           | Lyaman Mirzalieva                        |
| Brak reprezentanta i transmisji w latach 2014–2017 |                                          |                                          |
| 2018                                               | Shafiga Efendiyeva                       | Valeh Huseynbeyli                        |
| Brak reprezentanta i transmisji w latach 2019–2020 |                                          |                                          |
| 2021                                               | Murad Arif                               | Suleyman                                 |
| Brak reprezentanta i transmisji w latach 2022–2023 |                                          |                                          |
| 2025                                               |                                          |                                          |